# Apollonis (muse)
Pour les articles homonymes, voir Apollonis.
Ne doit pas être confondu avec Apollonios.
Dans la mythologie grecque, Apollonis[à vérifier] (en grec ancien Ἀπoλλωνίς / Apollōnís, « d'Apollon »)  est l'une des trois muses filles d'Apollon, qui étaient vénérées à Delphes, où se trouvaient le temple d'Apollon ainsi que la Pythie . Les trois sœurs, Céphisso, Apollonis et Borysthénis (en), sont également connues comme Nētē, Mesē et Hypatē, noms synonymes de ceux des cordes les plus grave, moyenne et plus aigue d'une lyre, caractérisant encore plus le fait qu'elles sont les filles d'Apollon[réf. à confirmer].